# Uplands Cemetery
Uplands Cemetery is een Britse militaire begraafplaats met gesneuvelden uit de Eerste Wereldoorlog, gelegen in de gemeente Magny-la-Fosse in het Franse departement Aisne. De begraafplaats werd ontworpen door William Cowlishaw en ligt aan een landweg in het veld op 1,4 km ten noorden van het dorpscentrum (Église Saint-Léger). Ze heeft een rechthoekig grondplan met een oppervlakte van 195 m² en wordt aan de voorzijde afgebakend door een natuurstenen muur en een metalen traliehek. De andere zijden worden afgebakend door een haag. In de noordelijke hoek staat het Cross of Sacrifice.
Op de begraafplaats liggen 43 Britten begraven waaronder 3 niet geïdentificeerde.

## Geschiedenis
Het Kanaal van Saint-Quentin loopt in een vijf kilometer lange tunnel onder het dorp Bellicourt door. De Hindenburglinie liep ten westen van het dorp en de schepen in de tunnel werden gebruikt om Duitse reserves te beschermen. Ongeveer vijf kilometer ten zuiden van Bellicourt, waar het kanaal open is, ligt het dorp Bellenglise waar een andere grote tunnel of dug-out door de Duitsers werd gemaakt. Tussen 29 september en 2 oktober 1918 werd de Slag om het St. Quentin-kanaal uitgevochten. De 46th (North Midland) Division bestormde de Hindenburglinie in Bellenglise en nam 4.000 gevangenen en 70 kanonnen. De 30th United States Division veroverde Bellicourt en Nauroy, die werden opgeruimd door de 5th Australian Division. Magny-la-Fosse werd op 29 september 1918 door de 46th (North Midland) Division ingenomen na de verovering van Bellenglise. De begraafplaats werd aangelegd door de 32nd Division.
De meeste slachtoffers sneuvelden op 29 en 30 september 1918 en waren manschappen van de Lancashire Fusiliers.

### Onderscheiden militairen
- korporaal A. Eastwood (Lancashire Fusiliers) werd tweemaal onderscheiden met de Military Medal (MM and Bar).
- sergeant John Evans (Lancashire Fusiliers) en de soldaten W. Kershaw en S. Larkin (beide van het Border Regiment) werden onderscheiden met de Military Medal (MM).